# Ciriaco D'Incecco
Ciriaco D'Incecco (Pescara, 17 gennaio 1919 – ...) è stato un calciatore italiano, di ruolo centrocampista.

## Caratteristiche tecniche
Giocava come mediano.

## Carriera
Inizia la carriera nel Pescara, con cui gioca nella stagione 1937-1938 in Prima Divisione, ottenendo una promozione in Serie C. Dopo una stagione in terza serie con il Pescara, nell'estate del 1939 viene ceduto al Chieti, con cui segna 8 reti in 15 presenze nel campionato abruzzese di Prima Divisione, chiuso al 3º posto in classifica; il Chieti a fine anno viene ammesso a disputare il successivo campionato di Serie C, nel quale D'Incecco gioca 26 partite senza mai andare a segno. Rimane nella squadra neroverde anche nel successivo campionato di Serie C, nel quale gioca 27 partite senza mai segnare, e nella stagione 1942-1943.
Dopo la fine della Seconda guerra mondiale torna a giocare nel Pescara, con cui colleziona 14 presenze in Divisione Nazionale nella stagione 1945-1946; rimane nella squadra abruzzese anche l'anno seguente, in Serie B, categoria in cui gioca 28 partite senza mai andare a segno. Viene riconfermato anche per la stagione 1947-1948, nella quale gioca altre 4 partite nella serie cadetta, per poi ritirarsi.